# Stereoselektive Hydrierung
Die stereoselektive Hydrierung bezeichnet  eine stereoselektive Reaktion in der Organischen Chemie, bei der ein Ausgangsstoff (Edukt) mit Wasserstoff bevorzugt zu einem bestimmten Stereoisomer als Produkt umgesetzt wird. Wenn ausschließlich ein Stereoisomer gebildet wird, spricht man von einer stereospezifischen Hydrierung.

Stereospezifische Hydrierung einer Doppelbindung, nur ein mögliches Stereoisomer wird als Produkt gebildet.
Bei einer nichtstereoselektiven Hydrierung entstehen alle vier möglichen Stereoisomere als Produkte.

Nichtstereoselektive Hydrierung einer Doppelbindung, alle vier möglichen Stereoisomere werden gebildet.
Im Rahmen der stereoselektiven Synthese ist dabei die Entwicklung von Liganden zum Einsatz in der homogenen Katalyse von großer Bedeutung. Häufig werden Derivate enantiomerenreiner Naturstoffe (Aminosäuren, Terpene, Kohlenhydrate) als Edukte für die Synthese enantioselektiver Hydrierkatalysatoren eingesetzt.